# Édouard Daladier
Édouard Daladier (n. 18 iunie 1884, Carpentras, La CoVe⁠(d), Franța – d. 10 octombrie 1970, Paris, Franța) a fost un om politic francez, membru al Partidului Radical.

## Începuturile activității politice
Fiul unui brutar din Carpentras, Édouard Daladier a urmat cursurile preparatorii de literatură (khâgne) ale lui Édouard Herriot la liceul Ampère din Lyon. A fost admis primul pe listă ca profesor de istorie și a fost numit într-un post la Nîmes în 1909. 
În 1911, a fost ales primar al orașului Carpentras. În 1914 a plecat pe front, revenind în 1918 cu gradul de locotenent, decorat cu legiunea de onoare și patru mențiuni. Édouard Daladier a fost ales deputat radical de Vaucluse între 1919 și 1940. A fost președinte al Partidului Radical din 1927 până în 1930 și apoi din 1936 până în 1938. Édouard Daladier a fost supranumit „taurul de Vaucluse” în lumea politică (Neville Chamberlain l-a poreclit ironic „taurul cu coarne de melc”).
A făcut parte din guvernele Cartelului de Stânga (1924–1926) și din cele ce au urmat în anii următori, fiind ministru al coloniilor (1924), de război (1925), al educației publice (1926) și al lucrărilor publice (de trei ori între 1930 și 1932). A fost numit el însuși prim-ministru în 1933, apoi în 1934, an în care a trebuit să demisioneze în urma revoltelor din 6 februarie 1934. 
La Congresul Radical din Nantes din 1934, a lansat dema celor „două sute de familii”, reluată atât de extrema dreaptă cât și de comuniști („Două sute de familii stăpânesc economia franceză și politica Franței”).
Șef al Partidului Radical, a participat la unificarea stângii pentru alegerile din iunie 1936, creând o alianță cu Partidul Comunist Francez, Secțiunea franceză a Internaționalei Muncitorești și radicalii. A devenit ministru al apărării naționale în timpul guvernului Frontului Popular între 1936 și 1937.

## „Omul de la München”
Inițiator la 7 iunie 1933 al „pactului cvadripartit”, semnat cu Regatul Unit, Germania și Italia cu scopul de a favoriza integrarea Germaniei în Societatea Națiunilor, a fost semnatar, în calitate de premier, al Acordurile de la München din 1938.

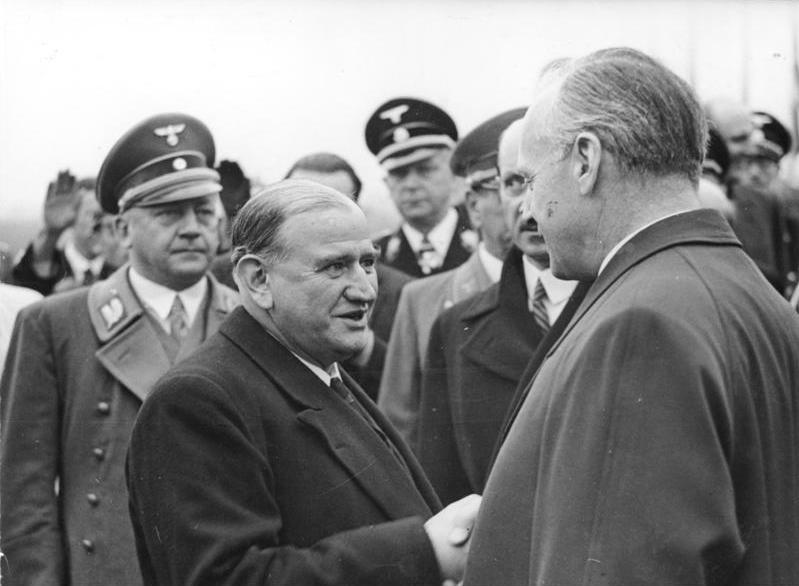
Daladier, preşedinte al Consiliului de Miniştri, împreună cu ministrul de externe german Ribbentrop la 30 septembrie 1938 la negocierea acordurilor de la München.

Adversar al negocierilor cu Hitler, el a semnat aceste acorduri în urma discuțiilor cu oficialii britanici Neville Chamberlain și Lordul Halifax care se opuneau unui război cu Germania. Informațiile comunicate de Statul Major în ce privește slăbiciunea aviației franceze, dorința de a nu a angaja țara pe calea unei noi conflagrații mondiale, puternicul curent pacifist l-au făcut să accepte să semneze acest acord negociat la o întâlnire pe care ulterior o va numi „o capcană” după ce a aflat de intenția lui  Chamberlain de a semna un acord separat cu Germania. După München, la întoarcerea în Franța, Daladier se aștepta să fie huiduit pentru că i-a cedat lui Hitler, acordurile de la München acordând naziștilor o parte din Cehoslovacia fără vreun avantaj semnificativ obținut în schimb, în afara obișnuitelor promisiuni de pace care nu au fost niciodată respectate până atunci. La ieșirea din avionul care l-a adus la Bourget, a fost surprins să constate că este aclamat și aplaudat ca salvator al țării. În memoriile sale, Daladier scria despre acel moment: „mă așteptam să primesc roșii, și am primit flori.”

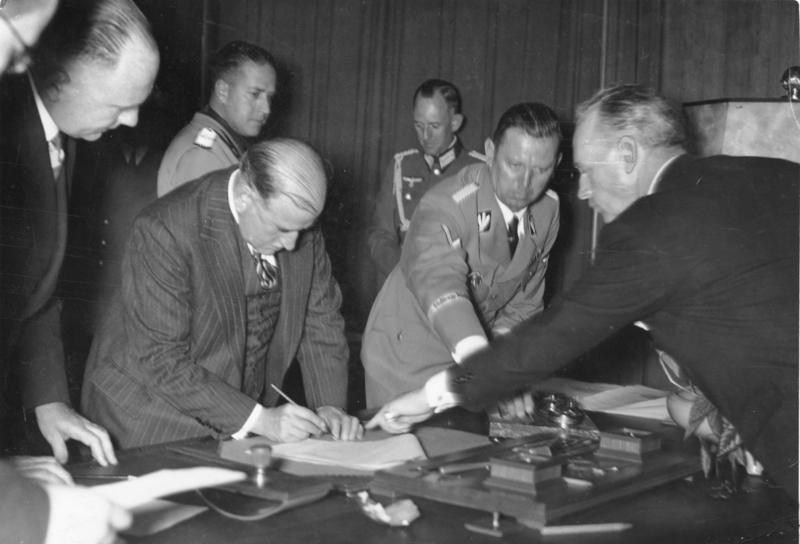
Daladier semnând acordul de la München

În martie 1939, armata germană a ocupat Cehoslovacia, iar în august 1939, Daladier l-a reactivat pe generalul Maxime Weygand.
La 3 septembrie 1939, la câteva ore după Regatul Unit, a declarat război Germaniei în urma invaziei Poloniei de către naziști și a angajat, în paralel, o politică anticomunista în lumina Pactului Ribbentrop-Molotov (scoțând în afara legii Partidul Comunist Francez, interzicând publicația L'Humanité și anulând mandatele aleșilor comuniști).
Demis la 20 martie 1940 în urma neintervenției Franței în Finlanda (după Războiul de Iarnă declanșat de URSS, care încă era oficial aliată cu Germania, dar care de fapt se temea de o intervenție germană contra Finlandei care ar fi lipsit Uniunea Sovietică de accesul liber la Marea Baltică prin înconjurarea Leningradului, și a Țărilor Baltice), el a făcut totuși parte din cabinetul Reynaud ca ministru al apărării naționale și ministru de război.

## Tentativa de a continua lupta și încarcerarea
La 10 mai 1940, după atacul german împotriva Belgiei și Țărilor de Jos, a izbucnit o criză guvernamentală prin demisia lui Paul Reynaud.
Daladier și generalul Gamelin erau adversarii lui Reynaud care dorea să-l înlocuiască pe Gamelin. După declanșarea ofensivei germane, președintele Lebrun a refuzat demisia guvernului. Daladier, care în zilele precedente avea intenția să ducă la Bruxelles în scopul de a convinge guvernul belgian și pe rege să declare război Germaniei, a fost împiedicat să-și pună planul în aplicare. Încă din ziua de 10, dimineața, regele și guvernul refuzaseră ultimatumul german de a permite Wehrmachtului să traverseze Belgia către sud pentru a ataca Franța. Daladier a ignorat sau nu a vrut să țină cont de faptul că generalul Gamelin, așa cum arată memoriile acestuia, păstra în secret legături cu regele Leopold al III-lea încă din 1938. Toate informațiile de care dispuneau statul major și regele despre planurile de atac germane au fost comunicate Parisului. Dar, în pofida avertismentelor referitoare la intențiile germanilor de a ataca în Ardeni către Sedan, Gamelin a păstrat planul stabilit de el la sfârșitul lui 1938 și armata franceză a pătruns în Belgia pentru a înainta spre nord în ajutorul Țărilor de Jos. 
Daladier a încercat să se întâlnească totuși cu Leopold al III-lea, în ziua de 12 la Casteau, la frontiera franco-belgiană. În acel moment, regele (care părăsise pe 10 mai capitala, la 8:30 dimineața, pentru a se alătura Statului Major belgian în cartierul său general de la Breendonck, la nord de Bruxelles) deja acceptase să respecte ordinele Statului Major francez. Într-adevăr, generalul Champon, ofițerul de legătură al lui Gamelin, deja sosise la statul major belgian încă din 10 mai. În plus, aglomerarea drumurilor și căilor ferate cu refugiați care se alăturaseră regimentelor franceze în drum spre nord a făcut ca drumul lui Daladier să fie unul periculos, dacă nu chiar imposibil, iar spațiul aerian belgian era interzis oricărui avion civil. Această situație condamnă unele afirmații conform cărora Daladier ar fi fugit la Bruxelles pentru a-i convinge pe belgieni să reziste. Aceasta nu are sens, deoarece încă din 10 mai, regele și guvernul deja declanșaseră planul stabilit de comun acord cu Gamelin.
După prima zi de ostilități, olandezii erau într-o retragere grăbită, lăsând flancul nordic al belgienilor expus, deși forțele defensive franco-belgiene rezistau în Ardeni de trei zile. După 18 zile, plecarea englezilor i-a lăsat pe belgieni descoperiți pe flancul drept și fără vreun ajutor după ce Wermachtul a separat armatele franceze de cele belgiene și regimentele franceze care luptau de partea lor. Armatele germane se pregăteau să înainteze rapid către sud, cucerind Franța ale cărei armate au fost învinse și rămase fără provizii, așa cum s-a văzut obligat să constate generalul Weygand la 16 mai în fața lui Reynaud și a lui Churchill. În aceste condiții, autoritatea miniștrilor francezi nu putea fi păstrată fără ca ei să se retragă din calea înaintării germane, care amenința centrul Franței încă de la începutul lui iunie 1940, în pofida preluării conducerii de către generalul Maxime Weygand, numit de Reynaud la 18 mai, prea târziu pentru a mai opri înaintarea germană de-a lungul părții de nord a țării. În vreme ce milioane de refugiați se aflau pe drumuri, Daladier s-a îmbarcat la Bordeaux, împreună cu alți lideri politici, pe pachebotul Massilia cu destinația Maroc, unde a fost arestat și pregătit pentru repatrierea în Franța la începutul lui august. El a fost judecat în procesul de la Riom împreună cu alți politicieni și ofițeri de stat major acuzați că sunt răspunzători de înfrângere. Condamnat la închisoare, a fost încarcerat de regimul de la Vichy, dar după invadarea zonei libere de către armata germană, a fost transferat la 4 aprilie 1943 în regiunea Weimar, în apropiere de lagărul de concentrare Buchenwald, înainte de a fi transferat la 2 mai 1943 la castelul Itter din Tirol. Acolo, a rămas sub supraveghere împreună cu Léon Jouhaux și cu Augusta Bruchlen, Paul Reynaud și colaboratoarea sa Christiane Mabire, generalii Gamelin și Weygand, colonelul de La Rocque, Michel Clemenceau și Jean Borotra de-a lungul unei perioade făcute dificilă de diferențele de opinie politică între aceste personalități. Ei au fost eliberați doi ani mai târziu de americani la 5 mai 1945.

## După război
Și-a reluat mandatul de deputat între 1946 și 1958, și a fost ales primar al Avignonului în 1953. A prezidat Adunarea Stângii Republicane în 1957. În 1958, a votat împotriva învestiturii generalului de Gaulle. În primul tur de scrutin al alegerilor legislative din noiembrie 1958, a ieșit al treilea și a pierdut astfel mandatul, neintrând în turul al doilea. După aceasta, a demisionat din funcția de primar al Avignonului.
A murit la 10 octombrie 1970 și a fost înmormântat în cimitirul Père-Lachaise din Paris (diviziunea 72).